# Vejdovskyella comata
Vejdovskyella comata is een ringworm uit de familie van de Naididae. De wetenschappelijke naam van de soort is voor het eerst geldig gepubliceerd in 1884 door Vejdovský.